# Данилевский, Александр Яковлевич
Алекса́ндр Я́ковлевич Даниле́вский (10 [22] декабря 1838, Харьков — 18 июля 1923, Петроград) — русский биохимик, физиолог. Один из основоположников русской биохимии. Заведующий кафедрой медицинской химии и физики, нормальной физиологии и фармакологии в Харьковском университете. Начальник Императорской военно-медицинской академии.

## Биография
Родился в Харькове 10 (22) декабря 1838 года в семье крещёных евреев — часовщика Якова Петровича и его жены Елены Степановны Данилевских. Братья — Василий Яковлевич Данилевский  и Константин Яковлевич Данилевский.
В 1860 году со званием лекаря окончил медицинский факультет Императорского Харьковского университета и на два года отправился за свой счёт для усовершенствования за границу — слушал лекции Гоппе-Зейлера, Кюне, Дюбуа-Реймона; занимался в клиниках Фрерикса и Траубе.
В 1863 году получил степень доктора медицины за диссертацию: «О специфически действующих телах натурального и искусственного соков поджелудочной железы»; в том же году был избран экстраординарным и вскоре (1864) ординарным профессором Казанского университета — организовал первую в Европе и России кафедру биологической химии под названием кафедры медицинской химии и физики. С 1863 по 1865 годы временно руководил кафедрой физиологии университета; с 25 марта 1866 г. — на кафедре фармакологии, с 18 мая 1868 г. — на кафедре физиологической химии (фармакологию продолжал читать до начала 1869 года).
В 1871 году вышел в отставку: 3 ноября он подал прошение об увольнении из университета в числе семи профессоров, выразившим этим протест по делу профессора П. Ф. Лесгафта и 11 декабря был уволен. В 1872—1875 годах работал в Воронеже, Харькове и Петербурге, затем в Германии и Швейцарии; 29 ноября 1875 года вернулся на государственную службу — в Министерство народного просвещения; с 1878 по 1885 годы с малыми промежутками пробыл за границей, работая в различных лабораториях.
В 1885 году был избран профессором медицинской химии в Харьковском университете; в январе 1886 года прочитал две вступительные лекции «Очерк органопластических сил организмов» (Харьков: тип. М. Зильберберга, 1886. — [2], 41 с.).
В 1892 году был приглашён на кафедру медицинской химии в Военно-медицинской академии (ВМА); с 1898 года — академик ВМА. С 1 января 1894 года — действительный статский советник. С 1903 года — Тайный советник и заслуженный профессор.
С 30 апреля 1906 года по ноябрь 1910 года занимал должность начальника Военно-медицинской академии. Избрание его руководителем ВМА состоялось в сложный момент истории России, когда всё общество оказалось вовлечённым в революционные события. Основными направлениями нормализации академической жизни стали выполнение устава ВМА, инструкций и положений, определявших порядок обучения и содержания студентов, недопущение политической деятельности в стенах академии. Много внимания он уделял защите интересов студентов, смягчению их наказаний со стороны военного министра. Был образован фонд для выдачи пособий семьям врачей, прикомандированным к академии (1908). По инициативе Данилевского было учреждено 50 новых стипендий для студентов. При его непосредственном участии в 1909 году был создан первый студенческий научный кружок.
В то же время сам Данилевский стал жертвой юдофобских настроений и циркуляров направленных не только против обычных евреев, но также против выкрестов и их потомков.  Дело в том, что Данилевскому было отказано в приеме в Военно-медицинскую академию собственного сына на основе  тайного циркуляра с дополнениями к «Правилам о приеме в кадетские корпуса и военные академии», в котором прямо запрещалось зачислять в них лиц еврейского происхождения, даже если крестились они сами,  их отцы или их деды. Это стало одной  из причин его отставки. 
После отставки в 1910 году он продолжал научную работу на кафедре физиологической химии внештатным сотрудником. В октябре 1917 года вновь был приглашён на кафедру приват-доцентом, затем преподавателем.
Умер в Петрограде в 1923 году (18 июня и 18 июля). Похоронен на академической площадке Богословского кладбища.
Его дочь Елена была замужем за В. Е. Тимоновым.

## Научная деятельность
Основные работы посвящены ферментам, химии белков и вопросам питания.
Данилевский впервые осуществил разделение амилазы и трипсина поджелудочной железы, применив разработанный им метод избирательной адсорбции трипсина на частицах коллодия Им была показана коллоидная природа ферментов. Он экспериментально доказал, что действие сока поджелудочной железы на белки представляет собой реакцию гидролиза, в результате которой белки расщепляются до пептонов. Он показал также обратимость этого процесса и впервые осуществил ферментативный синтез белков из пептонов; в качестве синтезирующего фактора он использовал сычужный фермент желудочного сока. Широко известны его труды в области химии белков. Данилевский разработал метод извлечения основного мышечного белка — миозина, и детально изучил его; исследовал белки печени, почек и мозга; предложил разделение белковых фракций на глобулиновую, строминовую и нуклеиновую; предложил первую научную классификацию белков мозга.
В 1888 году он предложил теорию строения белковой молекулы, которая частично предвосхитила полипептидную теорию Фишера (1902).
В 1888—1891 годах вместе с братом В. Я. Данилевским издал два тома «Физиологического сборника» (Харьков: К. Риккер), в котором были размещены статьи и работы по биологии и экспериментальной медицине.
Данилевский изучал также вопрос о взаимосвязи различных белковых фракций между собой и с другими веществами в цитоплазме живой клетки. Изучая причины устойчивости стенок желудка и кишечника по отношению к ферментам желудочно-кишечного тракта, он обнаружил особые вещества — антипепсин и антитрипсин, которые препятствуют самоперевариванию.

## Награды
- орден Св. Анны 2-й ст. (1890)
- орден Св. Владимира 3-й ст. (1896)
- орден Св. Станислава 1-й ст. (1899)

## Известные адреса
Казань, ул. Гоголя, 5